# Лишины
Лишины (иногда: Лишень, Дудицкий-Лишень) — русский дворянский род малороссийского происхождения; ещё до присоединения Малороссии владел дворянскими имениями. Внесён в VI часть родословной книги Черниговской губернии.

## Легенда о происхождении рода
Согласно семейной легенде, известной по записи генерал-лейтенанта А. Ф. Лишина (1801—1874), «в 1863 году минуло 550 лет, как род Дудицких-Лишиных стал известен на Украине. По семейным преданиям нашим родоначальником являлся один из сыновей Чингисхана, бывший предводитель монголов, попавший в период татарского нашествия на Волынь и там осевший. Его потомки смешались с украинцами и отчасти с литовцами и поляками. Род Лишиных в то бурное время, то поднимался и приближался к польскому королю, то попадал в опалу. В последнее время его возвышения, в конце 16 века, это был княжеский род Дудицких».

## Описание герба
В лазоревом щите золотой полумесяц вверх, над ним и под ним по золотой шестиконечной звезде.
Над щитом дворянский шлем с короной. Нашлемник: пять страусовых перьев, из коих среднее и крайние — лазоревые, остальные — золотые. Намёт: лазоревый с золотом. Герб Лишина внесён в Часть 13 Общего гербовника дворянских родов Всероссийской империи, стр. 39.

## Некоторые известные представители
- Лишин, Андрей Фёдорович (1801—1874) — генерал-лейтенант русской армии, служил в Литовском лейб-гвардии полку.
- Лишин, Василий Иванович — майор русской армии, кавалер ордена Святого Георгия IV степени (1823).
- Лишин, Григорий:[править]  -  Лишин, Григорий Андреевич (1854—1888) — русский композитор и писатель, поэт.
  -  Лишин, Григорий Николаевич (1818—1898) — генерал от артиллерии.
  -  Лишин, Григорий Яковлевич — подполковник русской армии, кавалер ордена Святого Георгия IV степени (1855).
- Лишин, Константин Андреевич (1833—1906) — генерал-майор. Люблинский губернатор.
- Лишин, Николай Андреевич (1843—1905) — русский архитектор.
- Лишин, Николай Григорьевич (1856—1923) — русский морской офицер, капитан 1-го ранга, участник Цусимского сражения.
- Лишин, Николай Николаевич (1893—1941) — русский военный деятель и писатель.
- Лишин, Николай Петрович (1839—1906) — генерал-лейтенант русской армии, участник Среднеазиатских походов.
- Лишин, Николай Степанович (1873—1907) — штабс-капитан русской армии, изобретатель ударной ручной гранаты.
- Лишин, Николай Фёдорович — капитан русской армии, кавалер ордена Святого Георгия IV степени (1813).
- Лишин, Пётр Степанович (1792—1858) — русский военный деятель, генерал-майор (1837), участник двух Русско-турецких и Наполеоновских войн.
- Лишин, Сергей Андреевич (1889—1920) — русский лётчик, герой Первой мировой войны.

## Другие члены рода
Биографии некоторых других членов рода известны благодаря тому, что были записаны генерал-лейтенантом А. Ф. Лишиным. От него, в восходящем порядке, следовали: 
- Лишень, Фёдор Андреевич (р.1757г. – ум. 15.01.1826г.) — был коллежский асессор, судья Мглинского уездного суда. Супруга —  Прасковья Владимировна, урождённая Губчиц, дочь бунчукового товарища (р. 1763 – ум. 23.05.1840г.). Родители генерал-лейтенанта А. Ф. Лишина.

- Дудицкий–Лишень, Андрей Тимофеевич (1713—1775), отец предыдущего.

«Из его собственных «показаний» известно следующее: В службу вступил с 1736 года войсковым канцеляристом в Генеральной Войсковой Канцелярии; в 1740г., когда по Высочайшему указу повелено было Генеральной Войсковой Канцелярией архиву, в непорядке тогда находившуюся, разобрать и в настоящий порядок привести. Определён был к содержанию и разбору того архива и содержал он, Лишень, этот архив сам один, а разобрав, и привёл в подлежащий порядок с определёнными от Канцелярии под его смотрение войсковыми, до 25 человек, канцеляристами, и был в содержании и разборе того архива бессменно три года. С 14 марта 1748г. – бунчуковый товарищ. В  1751г. был в числе депутации, при поздравительной встрече гетмана, графа Разумовского.  13 июля 1751г. – ему, с бунчуковыми товарищами - Петром Лащинским, Григорием Богдановичем, Иваном Велецким, Романом Затыркевичем и Петром Андреяшевичем - велено присутствовать при церемонии чтения грамоты на гетманство и выносе клейнотов гетмана в церковь.  «В добром убранстве, на конях верхами», причём они должны были ехать рядом «с парадной лошадью его ясновельможности с серебряными литаврами». В 1761г. был при доме гетмана в надлежащем чине и состоял в комиссии генерального есаула Жоравки по собранию от старшин, бунчуковых, войсковых и значковых товарищей сказок о службах. 17 ноября уволен со службы». Согласно А. Ф. Лишину, в 1757 году получил по наследству двор в городе Мглине, село Нивное с мельницей и подданнические дворы в сёлах Нетяговке и Велюханах. В 1757 году женился на дочери Стародубовского полкового судьи Анастасии Андреевне Рубец.»
- Дудицкий-Лишень, Тимофей Васильевич (1680— сентябрь 1757), отец предыдущего.

«Родился в селе Высоком Мглинской сотни в 1680 году. С 21 февраля 1727 года Мглинский городовой атаман, в 1728 году Мглинский наказной сотник. С 1728 по 1735 – атаман куреня Высоцкого; с 1736 по 1745 – значковый товарищ; с 15 июня 1745 года войсковой товарищ, с 1757 года в отставке. За службы деда и отца получил с братьями 31 июня 1730 года универсал гетмана Апостола на купленные грунты с поселениями в сёлах Великой Дуброве, Нивном, Костяничах, Шевердах, Осколкове и Высоком; 14 июля 1744 году получил универсал Генеральной Войсковой Канцелярии на села Великую Дуброву и Нивное. Жил в селе Высоком. 26 августа 1757 года распределил своё имение между детьми и внуками: Степаном Трощановским и Петром и Гаврилой Тарасевичами. Умер в сентябре 1757 года. Неграмотный».
- Дудицкий-Лишень, Василий Иосифович (1654 — около 1730), отец предыдущего.

«Родился в селе Высоком. В 1681 году значковый товарищ Стародубского полка, войсковой товарищ с 1683 года, знатный войсковой товарищ в 1720 году. Был в походах в 1695—1724 годах, воевал под Азовом и в Польше».